# Amanita xanthocephala
Amanita xanthocephala é um fungo que pertence ao gênero de cogumelos Amanita na ordem Agaricales. Seu epíteto específico xanthocephala deriva do grego, e significa "cabeça amarela". É um cogumelo sem anel com um píleo amarelado a laranja-avermelhado de até 5 cm de diâmetro, com uma cor mais escura em direção ao centro. As lamelas são amarelas ou brancas.